# Ligue des champions de basket-ball 2017-2018
Navigation
2016-2017 2018-2019
La Ligue des champions de basket-ball 2017-2018 est la deuxième édition de la ligue des champions de basket-ball.

## Équipes engagées
| Saison régulière                      | Saison régulière                  | Saison régulière                  | Saison régulière                       |
| ------------------------------------- | --------------------------------- | --------------------------------- | -------------------------------------- |
| ES Chalon-sur-Saône (Champion)        | Reyer Maschile Venezia (Champion) | EWE Baskets Oldenburg (2e)        | Hapoël Holon (5e)                      |
| SIG Strasbourg (2e)                   | Sidigas Avellino (4e)             | Medi Bayreuth (5e)                | BK Ventspils (2e)                      |
| AS Monaco (5e)                        | Dinamo Basket Sassari (5e)        | Iberostar Tenerife T (5e)         | Klaipėdos Neptūnas (4e)                |
| AEK Athènes (3e)                      | Beşiktaş JK (2e)                  | CB Murcie (9e)                    | Stelmet Zielona Góra (Champion)        |
| Aris Salonique (4e)                   | Bandırma Banvit (5e)              | BC Telenet Oostende (Champion)    | Ienisseï Krasnoïarsk (6e)              |
| PAOK Salonique (5e)                   | Royal Halı Gaziantep (7e)         | ČEZ Basketball Nymburk (Champion) | KK Union Olimpjia Ljubljana (Champion) |
| Troisième tour de qualification       |                                   |                                   |                                        |
| Brussels Basketball (2e)              | Telekom Baskets Bonn (7e)         | Utenos Juventus (5e)              | Estudiantes Madrid (11e)               |
| Nanterre 92 (3e)                      | Orlandina Basket (8e)             | Rosa Radom (6e)                   | Pınar Karşıyaka (9e)                   |
| Second tour de qualification          |                                   |                                   |                                        |
| Lukoil Academic (Champion)            | Joensuun Kataja (Champion)        | KK Mornar Bar (2e)                | BK Nijni Novgorod (9e)                 |
| Bakken Bears (Champion)               | Alba Fehérvár (Champion)          | U-BT Cluj-Napoca (Champion)       | BK Boudivelnyk Kiev (Champion)         |
| Premier tour de qualification         |                                   |                                   |                                        |
| Superfund Bulls Kapfenberg (Champion) | Keravnós Strovólou (Champion)     | Sigal Prishtina (Champion)        | Benfica Lisbonne (Champion)            |
| BC Tsmoki-Minsk (Champion)            | BC Kalev (Champion)               | BC Prienai (6e)                   | Avtodor Saratov (10e)                  |
| Port of Antwerp Giants (3e)           | BC Dinamo Tbilissi (Champion)     | KK Karpoš Sokoli (2e)             | Joventut Badalona (14e)                |
| KK Bosna (2e)                         | MHP Riesen Ludwigsbourg (8e)      | Donar Groningen (Champion)        | BC Luleå (Champion)                    |

## Compétition

### Qualifications

#### Premier tour
| Équipe 1                   | Score     | Équipe 2                | Aller | Retour |
| -------------------------- | --------- | ----------------------- | ----- | ------ |
| Dinamo Tbilissi            | 126 - 158 | Joventut Badalona       | 60-72 | 66-86  |
| Keravnós Strovólou         | 139 - 146 | Avtodor Saratov         | 72-83 | 67-63  |
| KK Bosna                   | 118 - 187 | MHP Riesen Ludwigsbourg | 59-85 | 59-102 |
| KK Karpoš Sokoli           | 160 - 165 | BC Kalev                | 79-87 | 81-78  |
| Donar Groningen            | 159 - 138 | BC Prienai              | 75-77 | 84-61  |
| Sigal Prishtina            | 124 - 146 | BC Tsmoki-Minsk         | 50-57 | 74-89  |
| Superfund Bulls Kapfenberg | 134 - 142 | Benfica Lisbonne        | 72-75 | 62-67  |
| BC Luleå                   | 153 - 164 | Port of Antwerp Giants  | 79-81 | 74-83  |

#### Second tour
| Équipe 1                | Score     | Équipe 2         | Aller | Retour |
| ----------------------- | --------- | ---------------- | ----- | ------ |
| BC Kalev                | 142 - 150 | Alba Fehérvár    | 78-71 | 64-79  |
| Joventut Badalona       | 146 - 150 | Joensuun Kataja  | 75-79 | 71-71  |
| Port of Antwerp Giants  | 156 - 149 | Nijni Novgorod   | 90-87 | 66-62  |
| Avtodor Saratov         | 158 - 132 | KK Mornar Bar    | 88-70 | 70-62  |
| Benfica Lisbonne        | 153 - 178 | Academic Sofia   | 82-91 | 71-87  |
| MHP Riesen Ludwigsbourg | 166 - 149 | U-BT Cluj-Napoca | 78-72 | 88-77  |
| Donar Groningen         | 169 - 163 | Bakken Bears     | 78-80 | 91-83  |
| Tsmoki-Minsk            | 129 - 115 | Boudivelnyk Kiev | 69-64 | 60-51  |

#### Troisième tour
| Équipe 1                | Score     | Équipe 2             | Aller | Retour |
| ----------------------- | --------- | -------------------- | ----- | ------ |
| Tsmoki-Minsk            | 143 - 148 | Nanterre 92          | 68-68 | 75-80  |
| Port of Antwerp Giants  | 145 - 152 | Rosa Radom           | 75-69 | 70-83  |
| Avtodor Saratov         | 129 - 161 | Orlandina Basket     | 70-69 | 59-92  |
| Academic Sofia          | 160 - 168 | Utenos Juventus      | 81-82 | 79-86  |
| Joensuun Kataja         | 151 - 175 | Telekom Baskets Bonn | 70-90 | 81-85  |
| Donar Groningen         | 145 - 153 | Estudiantes Madrid   | 76-76 | 69-77  |
| Alba Fehérvár           | 164 - 171 | Pınar Karşıyaka      | 92-90 | 72-81  |
| MHP Riesen Ludwigsbourg | 160 - 109 | Brussels Basketball  | 85-59 | 75-50  |

### Saison régulière

#### Groupe A
| Rang | Équipe                  | Pts | J  | G  | P  | Pp   | Pc   | Diff |  | Résultats (dom.\ext.)   |       |       |        |        |        |       |        |       |
| ---- | ----------------------- | --- | -- | -- | -- | ---- | ---- | ---- |  | ----------------------- | ----- | ----- | ------ | ------ | ------ | ----- | ------ | ----- |
| 1    | AS Monaco               | 27  | 14 | 13 | 1  | 1191 | 952  | 239  |  | AS Monaco               |       | 94-64 | 83-75  | 89-73  | 87-55  | 88-73 | 90-53  | 79-65 |
| 2    | Pınar Karşıyaka         | 24  | 14 | 10 | 4  | 1192 | 1160 | 32   |  | Hapoël Holon            | 56-85 |       | 75-81  | 81-75  | 92-103 | 94-90 | 106-91 | 93-95 |
| 3    | EWE Baskets Oldenburg   | 23  | 14 | 9  | 5  | 1192 | 1142 | 50   |  | CB Murcie               | 63-68 | 78-76 |        | 82-77  | 78-83  | 85-65 | 56-70  | 91-96 |
| 4    | CB Murcie               | 21  | 14 | 7  | 7  | 1096 | 1105 | -9   |  | BK Ienisseï Krasnoïarsk | 65-94 | 98-93 | 62-68  |        | 65-75  | 53-79 | 85-81  | 74-81 |
| 5    | Dinamo Basket Sassari   | 21  | 14 | 7  | 7  | 1158 | 1174 | -16  |  | Dinamo Basket Sassari   | 63-81 | 98-84 | 88-94  | 101-94 |        | 76-83 | 93-78  | 87-88 |
| 6    | Utenos Juventus         | 18  | 14 | 4  | 10 | 1105 | 1193 | -88  |  | EWE Baskets Oldenburg   | 78-84 | 87-86 | 100-80 | 86-89  | 90-72  |       | 102-95 | 96-82 |
| 7    | Hapoël Holon            | 17  | 14 | 3  | 11 | 1160 | 1244 | -84  |  | Utenos Juventus         | 85-92 | 71-69 | 83-93  | 81-73  | 90-85  | 73-77 |        | 76-82 |
| 8    | BK Ienisseï Krasnoïarsk | 17  | 14 | 3  | 11 | 1064 | 1188 | -124 |  | Pınar Karşıyaka         | 84-77 | 98-91 | 79-72  | 97-81  | 70-79  | 85-86 | 90-78  |       |

#### Groupe B
| Rang | Équipe                  | Pts | J  | G  | P  | Pp   | Pc   | Diff |  | Résultats (dom.\ext.)   |        |       |        |       |       |        |       |       |
| ---- | ----------------------- | --- | -- | -- | -- | ---- | ---- | ---- |  | ----------------------- | ------ | ----- | ------ | ----- | ----- | ------ | ----- | ----- |
| 1    | Iberostar Tenerife      | 26  | 14 | 12 | 2  | 1155 | 921  | 234  |  | Royal Halı Gaziantep    |        | 68-73 | 74-87  | 98-94 | 74-99 | 65-77  | 67-72 | 82-77 |
| 2    | MHP Riesen Ludwigsbourg | 26  | 14 | 12 | 2  | 1139 | 974  | 165  |  | ES Chalon-sur-Saône     | 85-60  |       | 61-73  | 86-81 | 69-75 | 75-61  | 56-70 | 67-55 |
| 3    | PAOK Salonique          | 21  | 14 | 7  | 7  | 1061 | 1070 | -9   |  | Iberostar Tenerife      | 72-53  | 82-62 |        | 90-67 | 65-71 | 93-79  | 82-72 | 88-47 |
| 4    | Klaipėdos Neptūnas      | 21  | 14 | 7  | 7  | 1164 | 1116 | 48   |  | Klaipėdos Neptūnas      | 114-73 | 75-73 | 67-83  |       | 87-80 | 82-69  | 71-87 | 99-62 |
| 5    | BK Ventspils            | 20  | 14 | 6  | 8  | 1034 | 1085 | -51  |  | BK Ventspils            | 91-103 | 78-77 | 73-72  | 69-84 |       | 59-80  | 61-73 | 55-66 |
| 6    | ES Chalon-sur-Saône     | 20  | 14 | 6  | 8  | 1018 | 1031 | -13  |  | PAOK Salonique          | 82-85  | 90-81 | 74-79  | 91-70 | 83-76 |        | 63-83 | 79-61 |
| 7    | Royal Halı Gaziantep    | 18  | 14 | 4  | 10 | 1033 | 1192 | -159 |  | MHP Riesen Ludwigsbourg | 86-74  | 94-74 | 62-83  | 95-83 | 84-68 | 103-70 |       | 86-61 |
| 8    | Orlandina Basket        | 16  | 14 | 2  | 12 | 887  | 1102 | -215 |  | Orlandina Basket        | 83-57  | 69-79 | 59-106 | 60-90 | 68-79 | 58-63  | 61-72 |       |

#### Groupe C
| Rang | Équipe                      | Pts | J  | G | P  | Pp   | Pc   | Diff |  | Résultats (dom.\ext.)       |         |       |       |       |       |       |       |        |
| ---- | --------------------------- | --- | -- | - | -- | ---- | ---- | ---- |  | --------------------------- | ------- | ----- | ----- | ----- | ----- | ----- | ----- | ------ |
| 1    | SIG Strasbourg              | 23  | 14 | 9 | 5  | 1103 | 1055 | 48   |  | AEK Athènes                 |         | 84-64 | 91-73 | 83-81 | 70-74 | 87-88 | 79-87 | 96-92  |
| 2    | Bandırma Banvit             | 23  | 14 | 9 | 5  | 1080 | 1039 | 41   |  | Reyer Maschile Venezia      | 101-103 |       | 84-67 | 70-67 | 91-87 | 78-67 | 92-91 | 102-93 |
| 3    | AEK Athènes                 | 22  | 14 | 8 | 6  | 1149 | 1110 | 39   |  | KK Union Olimpjia Ljubljana | 71-80   | 66-76 |       | 77-90 | 57-65 | 78-77 | 57-72 | 80-72  |
| 4    | Medi Bayreuth               | 22  | 14 | 8 | 6  | 1145 | 1115 | 30   |  | Medi Bayreuth               | 80-73   | 89-81 | 78-79 |       | 76-88 | 82-80 | 84-90 | 90-85  |
| 5    | Estudiantes Madrid          | 22  | 14 | 8 | 6  | 1117 | 1076 | 41   |  | Bandırma Banvit             | 78-71   | 90-62 | 87-83 | 85-74 |       | 63-80 | 82-80 | 74-64  |
| 6    | Reyer Maschile Venezia      | 22  | 14 | 8 | 6  | 1146 | 1140 | 6    |  | SIG Strasbourg              | 80-78   | 70-67 | 83-69 | 77-82 | 87-72 |       | 77-74 | 98-81  |
| 7    | KK Union Olimpjia Ljubljana | 18  | 14 | 4 | 10 | 996  | 1105 | -109 |  | Estudiantes Madrid          | 78-85   | 81-80 | 75-81 | 68-76 | 78-73 | 81-65 |       | 78-68  |
| 8    | Rosa Radom                  | 16  | 14 | 2 | 12 | 1032 | 1128 | -96  |  | Rosa Radom                  | 63-69   | 71-81 | 75-58 | 79-96 | 49-48 | 63-74 | 77-84 |        |

#### Groupe D
| Rang | Équipe                 | Pts | J  | G  | P  | Pp   | Pc   | Diff |  | Résultats (dom.\ext.)  |       |       |       |       |       |       |         |        |
| ---- | ---------------------- | --- | -- | -- | -- | ---- | ---- | ---- |  | ---------------------- | ----- | ----- | ----- | ----- | ----- | ----- | ------- | ------ |
| 1    | Beşiktaş JK            | 24  | 14 | 10 | 4  | 1111 | 1030 | 81   |  | Sidigas Avellino       |       | 90-74 | 57-64 | 66-57 | 80-63 | 79-66 | 102-106 | 61-69  |
| 2    | ČEZ Basketball Nymburk | 24  | 14 | 10 | 4  | 1152 | 1100 | 52   |  | Beşiktaş JK            | 80-86 |       | 65-60 | 87-77 | 91-80 | 83-61 | 79-74   | 95-79  |
| 3    | Nanterre 92            | 23  | 14 | 9  | 5  | 1149 | 1091 | 58   |  | Stelmet Zielona Góra   | 90-79 | 99-96 |       | 98-68 | 82-88 | 72-80 | 85-82   | 73-69  |
| 4    | Stelmet Zielona Góra   | 20  | 14 | 6  | 8  | 1075 | 1087 | -12  |  | BC Telenet Oostende    | 51-61 | 49-77 | 82-78 |       | 73-79 | 69-67 | 73-60   | 86-84  |
| 5    | Sidigas Avellino       | 20  | 14 | 6  | 8  | 1049 | 1028 | 21   |  | ČEZ Basketball Nymburk | 81-77 | 64-70 | 84-70 | 86-72 |       | 99-70 | 72-81   | 106-98 |
| 6    | BC Telenet Oostende    | 20  | 14 | 6  | 8  | 975  | 1050 | -75  |  | Aris Salonique         | 59-56 | 65-72 | 70-64 | 66-70 | 65-71 |       | 70-62   | 69-75  |
| 7    | Telekom Baskets Bonn   | 19  | 14 | 5  | 9  | 1079 | 1095 | -16  |  | Nanterre 92            | 89-81 | 73-68 | 95-82 | 75-74 | 84-90 | 91-63 |         | 93-90  |
| 8    | Aris Salonique         | 18  | 14 | 4  | 10 | 930  | 1039 | -109 |  | Telekom Baskets Bonn   | 79-74 | 73-74 | 72-58 | 66-74 | 87-89 | 76-59 | 62-84   |        |

### Playoffs

#### Huitièmes de finale
L'équipe nommée la première reçoit au match aller.
| Équipe 1              | Score     | Équipe 2               | Aller   | Retour  |
| --------------------- | --------- | ---------------------- | ------- | ------- |
| PAOK Salonique        | 141 - 147 | Pınar Karşıyaka        | 74 - 68 | 67 - 79 |
| Nanterre 92           | 130 - 147 | Bandırma Banvit        | 66 - 74 | 64 - 73 |
| AEK Athènes           | 181 - 180 | ČEZ Nymburk            | 88 - 98 | 93 - 82 |
| EWE Baskets Oldenburg | 149 - 162 | MHP Riesen Ludwigsburg | 63 - 88 | 86 - 74 |
| Stelmet Zielona Góra  | 142 - 174 | AS Monaco              | 82 - 84 | 60 - 90 |
| Medi Bayreuth         | 165 - 160 | Beşiktaş JK            | 81 - 76 | 84 - 84 |
| CB Murcie             | 149 - 143 | Iberostar Tenerife     | 66 - 71 | 83 - 72 |
| Klaipėdos Neptūnas    | 151 - 156 | SIG Strasbourg         | 73 - 68 | 78 - 88 |

#### Quarts de finale
L'équipe nommée la première reçoit au match aller.
| Équipe 1               | Score     | Équipe 2       | Aller | Retour |
| ---------------------- | --------- | -------------- | ----- | ------ |
| MHP Riesen Ludwigsburg | 170 - 163 | Medi Bayreuth  | 81-86 | 89-77  |
| Bandırma Banvit        | 152 – 159 | AS Monaco      | 77-85 | 75-74  |
| Pınar Karşıyaka        | 137 - 160 | CB Murcie      | 65-79 | 72-81  |
| AEK Athènes            | 161 - 152 | SIG Strasbourg | 78-69 | 83-83  |

#### Final four
|  | 1/2 finales            | 1/2 finales |             |     | Finale     | Finale     |
|  | 1/2 finales            | 1/2 finales |             |     | Finale     | Finale     |
|  |                        |             |             |     |            |            |
|  | 4 mai 2018             | 4 mai 2018  |             |     | 6 mai 2018 | 6 mai 2018 |
|  | 4 mai 2018             | 4 mai 2018  |             |     | 6 mai 2018 | 6 mai 2018 |
|  | AEK Athènes            | 77          |             |     | 6 mai 2018 | 6 mai 2018 |
|  | AEK Athènes            | 77          |             |     | 6 mai 2018 | 6 mai 2018 |
|  | CB Murcie              | 75          |             |     | 6 mai 2018 | 6 mai 2018 |
|  | CB Murcie              | 75          | AEK Athènes | 100 |            |            |
|  | 4 mai 2018             |             | AEK Athènes | 100 |            |            |
|  |                        | AS Monaco   | 94          |     |            |            |
|  | MHP Riesen Ludwigsburg | AS Monaco   | 94          | 65  |            |            |
|  | MHP Riesen Ludwigsburg |             |             | 65  |            |            |
|  | AS Monaco              | 87          |             |     |            |            |
|  | AS Monaco              | 87          | 3e place    |     |            |            |
|  |                        |             |             |     |            |            |
|  | 6 mai 2018             |             |             |     |            |            |
|  |                        |             |             |     |            |            |
|  | CB Murcie              | 85          |             |     |            |            |
|  | CB Murcie              | 85          |             |     |            |            |
|  | MHP Riesen Ludwigsburg | 74          |             |     |            |            |
|  | MHP Riesen Ludwigsburg | 74          |             |     |            |            |

## Récompenses hebdomadaires
| Journée | Joueur                    | Équipe                       | Éval. |
| ------- | ------------------------- | ---------------------------- | ----- |
| 1       | Jarrod Jones (1/1)        | Pınar Karşıyaka (1/2)        | 33    |
| 2       | Adam Smith (1/1)          | Chalon-sur-Saône (1/1)       | 31    |
| 3       | Byron Allen (1/1)         | EWE Baskets Oldenburg (1/1)  | 26    |
| 4       | Adonis Thomas (1/1)       | Bandırma Banvit (1/1)        | 23    |
| 5       | D. J. Kennedy (1/1)       | Pınar Karşıyaka (2/2)        | 35    |
| 6       | Arnas Butkevičius (1/1)   | Klaipėdos Neptūnas (1/1)     | 42    |
| 7       | Corey Walden (1/1)        | Hapoël Holon (1/1)           | 30    |
| 8       | Leftéris Bochorídis (1/1) | Aris Salonique (1/1)         | 32    |
| 9       | Jamal Shuler (1/1)        | Nanterre 92 (1/1)            | 26    |
| 10      | Dardan Berisha (1/1)      | ČEZ Basketball Nymburk (1/1) | 24    |
| 11      | Ovie Soko (1/1)           | CB Murcie (1/1)              | 31    |
| 12      | Dee Bost (1/1)            | SIG Strasbourg (1/1)         | 30    |
| 13      | Goran Suton (1/1)         | Estudiantes Madrid (1/1)     | 34    |
| 14      | Manny Harris (1/1)        | AEK Athènes (1/1)            | 31    |